# Ministero della cultura e della politica dell'informazione
Il Ministero della cultura e della politica dell'informazione (in ucraino Міністерство культури та інформаційної політики, МКІП?, Ministerstvo kuĺtury ta informacijnoï polityky, MKIP) è un dicastero del governo ucraino responsabile per le politiche in materia di cultura e informazione dell'Ucraina.
L'attuale ministro è Oleksandr Tkačenko, in carica dal 4 giugno 2020.